# 包淳亮
包淳亮（1970年—），高雄市人。國立中興大學法商學院(今國立臺北大學)法律系學士，國立中山大學大陸研究所碩士，國立政治大學東亞研究所博士，現為政治大學中共國際戰略研究中心研究員。

## 生平
包淳亮是台灣青年教師，所撰寫之論述主要包括中國大陸與蘇聯最高領導層接班制度化的問題，特別是有關江澤民權力交卸的討論，相關著作並涉及世界體系霸權興衰，台灣海峽兩岸關係、中華人民共和國—印度關係、中國人民解放軍發展等。時論散見於聯合早報、中國時報、台灣蘋果日報、自由時報、聯合報、中國評論；學術論文發表於台灣中國事務、東亞季刊、展望與探索、中共研究、歷史月刊，以及香港社會科學學報等刊物中。包氏並撰有諸多詩作。

## 經歷
包淳亮曾任輔仁大學中國社會文化研究中心研究助理(1997-9)，民主進步黨中國事務部研究員（1996-1997年, 1999-2003年，襄助中國事務部歷任主任包括陳忠信、顏萬進、顏建發，襄助中國事務部歷任副主任包括梁文傑、張國城、余莓莓等），並曾擔任民進黨中國事務部期刊《中國事務》執行編輯(2000-2003年)，邀得大量大陸學者撰稿，期間曾被《新華澳報》評論員文章稱為「民進黨的統派」。2003年春，從民進黨中國事務部離職。2004年取得博士學位後任中國科技大學通識教育中心專任助理教授，2009年與張國城共同翻譯《政治社會學：批判的導論》一書，2010-2011年間為加州大學河濱分校全球研究學程訪問學者。2013年出版《自由的兩岸關係》一書（2017年有新版），主張台灣民意代表加入中國大陸全國人大，以一個議會主權解決兩岸爭議。2015年出版《一黨制下的雙首長制：俄國、越南與中國案例研究》一書，對俄國、越南與中國的政治體制進行了分析比較。2016年出版時論集《中國可以偉大的50個理由》，2018年翻譯了哈佛大學教授格雷厄姆·艾利森(Graham T. Allison)的《注定一戰?中美能否避免修昔底德陷阱》一書台灣版。2020年出版《指向永久和平的世界體系：兼論東亞秩序與台灣前途》。

## 論點
2005年11月8日，包淳亮說，中國崩潰論的支持者們也許認為，中國共產黨政權欺侮台灣、鎮壓法輪功、欺貧媚富、貪污腐敗、專制落後，因此他們對中共政權的批評永遠立足於道德高地，「這個高地甚至已突出於雲端，乃至於無須審視現實」；出於對中共政權的厭惡，而不惜期望數億中國人隨著中國崩潰而流離失所、饑饉而亡，這是多麼痛苦、多麼可怕的意識形態，令人質疑在如此的情緒下是否真能「結出道德的果實」。包淳亮還說，他曾經是把《當代雜誌》從頭看到尾的大學生，也曾經購買《當代雜誌》近百期；但前幾年，《當代雜誌》總編輯金恆煒成為泛綠代言人，已經損害《當代雜誌》的中立性與批判性。